# 제니퍼 애니스턴
제니퍼 조안나 애니스톤(영어: Jennifer Joanna Aniston, 1969년 2월 11일 ~ )은 미국의 배우이자 영화 감독, 프로듀서, 사업가이다. 애니스턴은 미국의 NBC에서 인기리에 방송 된 텔레비전 시트콤 시리즈인 《프렌즈》(1994~2004년)에서 '레이첼 그린' 역할을 연기해, 에미상, 골든 글로브상, 미국 배우 조합상(스크린 액터 길드 어워즈)을 수상했다. 2012년 그녀는 헐리우드 명예의 거리에 입성하였고, 남성 헬스 잡지에서 조사한 "가장 섹시한 여성"에 선정되었다.
애니스턴은 또한 성공적인 영화 경력을 가지고 있다. 그녀는 수십편의 로맨틱 코미디 영화의 단골 주인공이기도 하다. 그녀의 흥행 작품으로는 《브루스 올마이티》(2003년), 《브레이크 업 - 이별후에》(2006년), 《말리와 나》(2008년), 《저스트 고 위드 잇》(2011년), 《스트레스를 부르는 그 이름 직장상사》(2011년)과 《위 아 더 밀러스》(2013년)는 모두 미국에서 2억 달러 이상 흥행 수익을 기록했다.
그녀의 영화에서 가장 호평 받았던 역할 중 하나는 《굿 걸》(2002년)로 인디펜던트 스피릿 어워드 최우수 여우주연상에 후보 지명되었다. 그녀는 영화 제작 회사인 에코 필름스의 공동 설립자이다. 애니스턴은 브래드 피트와 5년간의 결혼 생활을 끝내고, 2015년 저스틴 서룩스와 결혼하였다.

## 젊은 시절

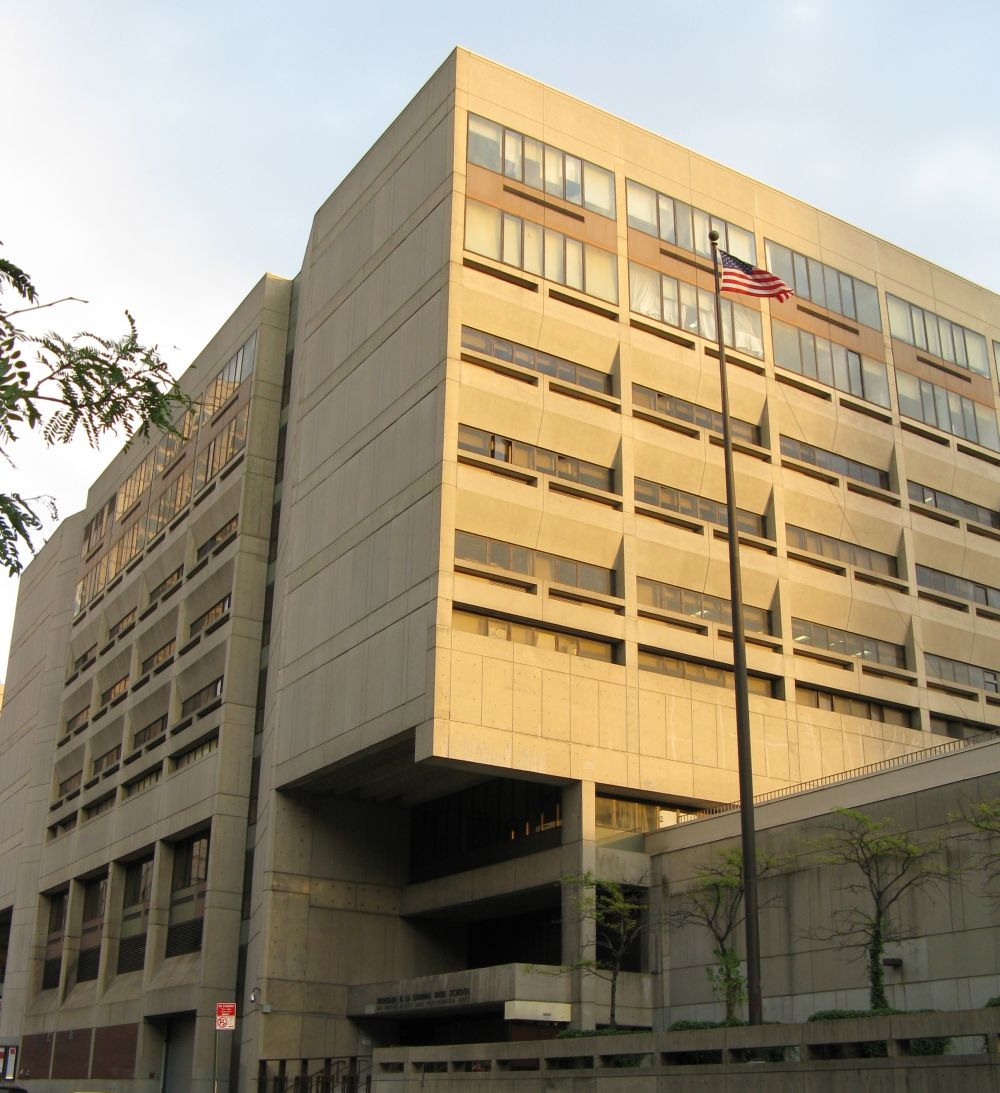
애니스턴이 연기 수업을 받았던 뉴욕에 위치한 피오렐로 H. 라과디어 고등학교(뉴욕예술고등학교)

제니퍼 조애나 애니스턴은 1969년 2월 11일에 미국 캘리포니아주 로스 앤젤레스의 셔먼오크스에서 태어났다. 아버지 존 애니스턴과 어머니 낸시 도우는 모두 배우다. 그녀의 아버지는 그리스의 섬인 크레타 출신의 그리스인이며, 그녀의 어머니는 뉴욕 출신이다. 또한 그녀의 증조 할아버지는 이탈리아인이며, 그녀의 어머니의 조상은 스코틀랜드인, 아일랜드인, 그리스인이다.
애니스턴에게는 두 명의 이복 형제들이 있는데, '존 멜릭'은 그녀의 어머니의 아들로 애니스턴의 아버지 존과 재혼 전 남편과의 사이에 낳은 아이며, 또 다른 형제인 '알렉스 애니스턴'은 그녀의 아버지가 어머니 낸시와 이혼 후에 재혼으로 낳은 아이이다. 애니스턴의 대부인 배우 텔리 사바라스는 그녀의 아버지와 가장 친한 친구였다.
애니스턴은 그녀의 가족과 그리스에서 살다가 미국 펜실베이니아주의 에디스톤으로 이동하였고, 이후 뉴욕으로 이동왔다. 그녀의 어린 시절에는 부모가 배우임에도 불구하고 주위에서 텔레비전 시청과 영화 관람이 자제 받아 한동안 낙심했었다고 한다.
그녀는 만 6살때 루돌프 슈타이너의 철학을 적용한 발도르프 교육 학교에 다니기 시작했다. 그녀가 만 9살이 되던 해 아버지와 어머니는 이혼하였다. 한편, 그녀는 발도르프 교육 학교에 다니는 동안 연기를 하고 싶다고 생각하여 뉴욕 맨해튼에 위치한 피오렐로 H. 라과디어 고등학교(뉴욕예술고등학교)에 입학했고 음악과 연기 수업을 받았다.

## 경력

### 1989-1993: 연기 경력의 시작
애니스턴은 뉴욕 맨해튼의 오프 브로드웨이 회사에서 For Dear Life와 Dancing on Checker's Grave, 에 조연으로 출연했고, 텔레마케터, 웨이트리스와 자전거 퀵서비스의 일을 했다. 1989년 애니스턴은 텔레비전 프로그램의 《하워드 스턴 쇼》와 《뉴트리시스템》의 광고 모델로 출연했다. 그 해, 애니스턴은 고향인 로스 앤젤레스로 이동했다.
애니스턴은 1990년 그녀의 첫 텔레비전 역할로 《몰로이》에 캐스팅 되어 정기적으로 출연했다. 그녀는 텔레비전 《페리스 뷰엘러》에 이어 1986년 TV 영화 《페리스의 해방》에 연이은 캐스팅으로 《몰로이》의 출연을 중단했다. 애니스턴은 두 편의 텔레비전 코미디 시리즈 《더 엣지》와 《머들링 스루》에 출연했다. 그 외에 1993년 호러 영화 《레프리콘》과, TV 영화 《여름날의 캠프 소동》, 《광속인간 샘》에서 게스트 역할, 《헤르만스 헤드》과 《버크의 법칙》에 출연했다.

### 1994-2002: 텔레비전에서의 성공과 영화에서의 도약
연이은 작품들의 혹평으로 침체되어 있던 애니스턴은 우연히 로스 앤젤레스 주유소에서 '워렌 리틀필드'와 만나게 되었는데, 그는 연기를 계속 해야할지 고민하던 그녀를 격려하며 1994년부터 1995년까지 가을 라인업에 첫 방송 되는 《프렌즈》의 몇달 후 진행되는 오디션에 애니스턴에게 추천하게 된다. 오디션 당시 애니스턴은 이후 커트니 콕스가 연기한 '모니카 겔러'의 역할의 오디션을 원했지만 그 역할은 콕스가 더 적합하다고 판단되어 애니스턴은 '레이첼 그린' 역할에 캐스팅 되었다.
그녀는 또한 《새터데이 나이트 라이브》에 고정 출연을 제안 받았지만 《프렌즈》의 캐스팅으로 거절하였다.
그녀는 1994년부터 2004년까지 '레이첼 그린' 역할을 연기했다.
이 작품은 큰 성공과 동시에 애니스톤은 공연한 배우들과 함께, 텔레비전 시청자 사이에서 세계적인 명성을 얻었다. 애니스톤은 《프렌즈》의 마지막 두 시즌의 회당(에피소드) 100만 달러의 개런티를 받았고, 다섯 번째 에미상에 후보 지명되었다.(두 번의 여우조연상과 세 번의 여우주연상) 그리고 에미상 최우수 코미디 시리즈 여우주연상을 수상했다.
그녀는 골든 글로브상에서 두 번째 후보 지명되었고, 텔레비전 시리즈 뮤지컬/코미디 부문 최우수 여우주연상을 수상했다. 2005년 기네스 세계 책에 따르면, 애니스턴은 《프렌즈》가 10 시즌 방송 동안 시즌의 회당(에피소드) 100만 달러의 개런티를 받는 톱 TV 여자배우로 기록 되었다.
그녀는 로맨틱 코미디 영화 《내가 사랑한 사람》(1998년)으로 그녀의 연기는 중요한 평가를 받았고, 폴 러드, 앨리슨 제니, 앨런 알다, 나이젤 호손 등 과 공연하였다. 2001년 조지 클루니가 제작자로 참여한 뮤지컬 드라마 영화 《록 스타》에 마크 월버그, 티모시 올리펀트, 제이슨 플레밍, 도미닉 웨스트 등 과 공연하였고, 2002년에는 저예산 영화 《굿 걸》에서 제이크 질렌할, 존 캐럴 린치, 주이 디샤넬 등 과 공연하였다.

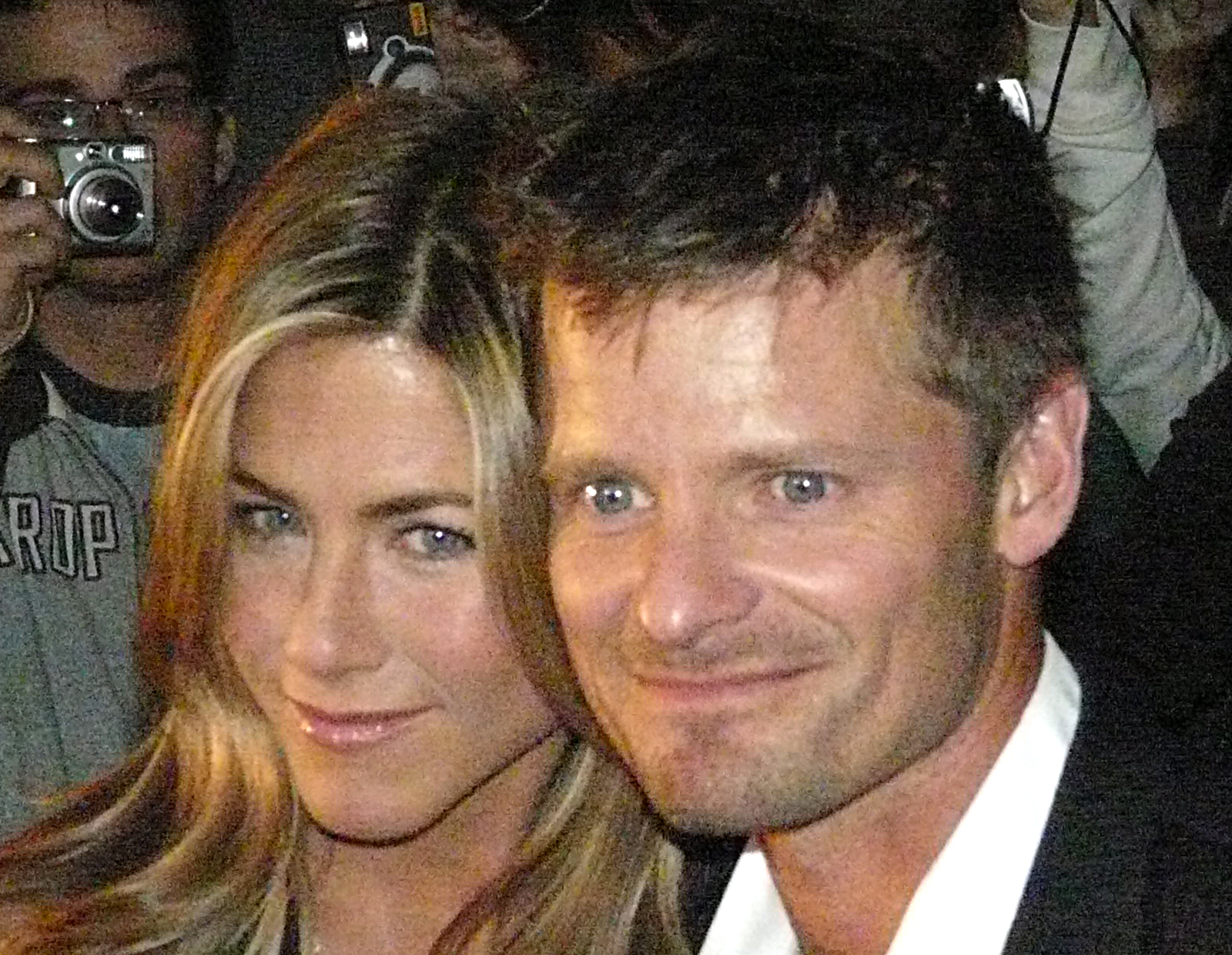
2008년 영화 《러브 매니지먼트》 시사회에서 스티브 잔과 애니스턴.

### 2003-2009: 영화의 연이은 성공
2003년 짐 캐리와 공연한 영화 《브루스 올마이티》는 애니스턴의 출연 영화 중에서 현재까지 가장 큰 흥행수익을 기록했다. 애니스턴은 2004년 영화 《폴리와 함께》에서 벤 스틸러와 공연했다.
2005년말에는 메이저 스튜디오 영화인 《디레일드》와 《그녀가 모르는 그녀에 관한 소문》에 출연했다.
2006년 애니스턴은 저예산 영화 《돈 많은 친구들》에 출연, 선댄스 영화제에서 첫 공개되었다. 그 해, 그녀는 다음 영화 《브레이크업 - 이별후에》에 출연했다. 애니스턴은 감독으로도 데뷔했는데, 병원을 배경으로 한 단편 영화 《룸 10》으로 잡지 "글래머"의 릴 모먼트의 영화 시리즈이기도 하다. 로빈 라이트, 크리스 크리스토퍼슨이 출연했다. 애니스톤은 2006년 단편 영화를 연출한 배우 기네스 팰트로에 영감을 받았다고 말했다.
2007년 애니스턴은 커트니 콕스 주연의 텔레비전 시리즈 《더트》에 콕스의 라이벌 역할로 게스트 출연했다. 그녀는 또한, NBC의 인기 TV 시리즈인 《30 락》의 시즌 3에서 리즈 레몬(티나 페이)의 대학 시절 룸메이트 역할로 게스트 출연했다.
2008년 12월 25일 미국에서 개봉한 영화 《말리와 나》에서는 오웬 윌슨과 공연했다. 영화는 전 세계에서 2억 4,271만 달러의 흥행수익을 기록했다.
그녀는 다음 영화로 《그는 당신에게 반하지 않았다》에서 벤 애플렉과 공연했고, 영화는 전 세계 1억 7,839만 달러의 흥행수익을 기록했고, 미국 개봉 첫 주에 박스오피스 1위를 차지했다. 그 외에도 애플렉, 지니퍼 굿윈, 제니퍼 코넬리와의 호흡은 비평가들에게 호평을 받았다.
2009년 7월 16일 애니스턴은 《30 락》으로 에미상에서 코미디 시리즈 부분 최우수 게스트 여자배우상에 후보 지명되었다. 애니스턴은 ABC의 시트콤 《쿠거 타운》에서 정신과 의사 역할로 시즌 2 시사회에 출연했다.

### 2010-현재
2010년 3월 애니스턴은 영화 《바운티 헌터》에 제라드 버틀러와 공연했다. 영화는 비평가들에게 그다지 좋은 평은 듣지 못했지만 전 세계에서 1억 3,633만 달러의 흥행수익을 거뒀다. 다음 영화 《스위치》에서는 제이슨 베이트먼과 공연했다.

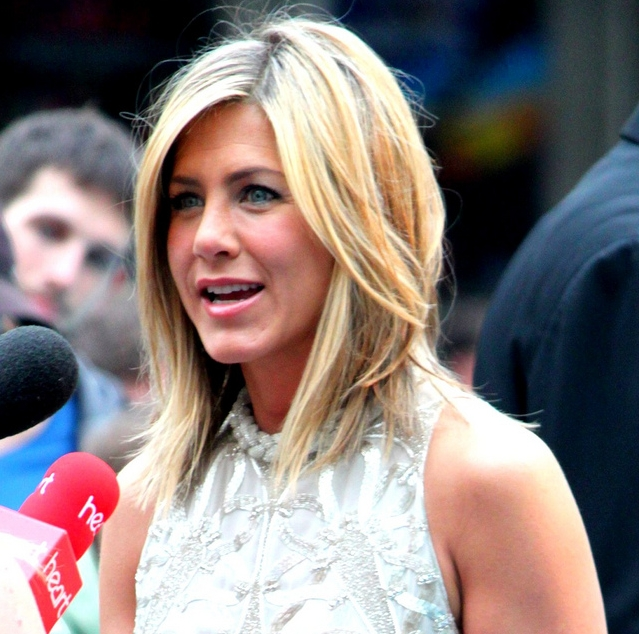
2011년 2월 영화 《스트레스를 부르는 그 이름 직장상사》런던 시사회에서 애니스턴.

2010년 6월 20일, 애니스턴의 영화들은 미국에서 10억 달러, 전 세계에서 17억 달러 이상의 수익을 올리고 있다. 애니스턴은 《저스트 고 위드 잇》에서 애덤 샌들러와 공연했고, 2011년 발렌타인 데이에 개봉되었다. 이야기는 성형외과 병원을 배경으로 결혼을 두려워하는 바람둥이 성형외과 의사인 샌들러가 유부남 행세를 하다 어린 여자친구(브루클린 데커)와 결별 위기에 처하자, 그의 병원 직원인 애니스턴에게 가짜 아내 역할을 부탁하면서 일어난다. 2011년 애니스턴은 코미디 영화 《스트레스를 부르는 그 이름 직장상사》에 출연했고, 콜린 패럴, 제이슨 베이트먼, 찰리 데이와 제이미 폭스, 케빈 스페이시와 공연했다. 애니스턴은 찰리 데이를 성적으로 괴롭히는 치과 의사를 연기했다.
2012년 애니스턴은 영화 《원더러스트》에 출연, 폴 러드와 공연했다. 두 사람은 1998년 영화 《내가 사랑한 사람》과 《프렌즈》 이후 다시 공동 출연했다.
애니스턴은 제이슨 서데이키스와 2012년 여름부터 영화 《위 아 더 밀러스》의 주요 배경으로 윌밍턴과 뉴멕시코주에서 촬영 되었다. 영화는 2013년 8월 7일 미국 전역에 개봉되어 비평가들의 여러 다양한 평을 받았다. 또한, 전 세계에서 2억 6,999만 달러의 흥행수익을 기록했다.

## 사생활
애니스턴은 가수 애덤 듀리츠와 데이트 하였고, 배우 테이트 도노반과 약혼 하였다. 그녀는 이후, 배우 브래드 피트와의 관계가 언론에 노출되었다. 2000년 7월 29일 그녀는 피트와 말리부에서 결혼식을 올렸다. 그들의 결혼은 몇년동안 헐리우드에서 성공적으로 간주 되었다. 하지만 2005년 1월 7일 두 사람은 이혼을 발표한다. 이혼 소송은 2005년 10월 2일 마무리 되었다. 두 사람의 이혼이 발표 되자, 언론은 원인으로 피트가 《미스터 & 미세스 스미스》에서 공연한 안젤리나 졸리에게 있다고 추측했다. 다음 달에는 그녀의 이혼을 향한 대중의 반응이 언론에 보도 되었다.
또한, 언론에서는 애니스톤이 피트와 헤어지게 된 다른 원인으로 두 사람의 임신과 출산에 대한 견해차라는 루머가 있었다. 브래드 피트는 아이를 간절히 원했지만, 그녀는 반대했다는 루머였다. 하지만 그녀는 그 루머에 대해 "나는 한 번도 아이를 원하지 않는다고 말한 적이 없다. 그 생각은 지금도 그렇고, 이후에도 변함이 없다. 나는 아이를 키우며 일하는 여자들을 보며 영감을 얻는데, 내가 무엇 때문에 나 자신을 한정 지으려 하겠는가? 나는 아이들과 성공, 둘 다 갖고 싶다." 라고 말했다.
한편 애니스턴은 어린 시절 부모님의 이혼으로 어머니 낸시와 대화까지 단절하며 원망하였는데, 특히 어머니가 텔레비전 토크쇼에 출연해 자신의 외모에 대해 적나라하게 말하자, 분노하며 당시 피트와의 결혼식에도 어머니를 초대하지 않았다. 하지만 애니스턴은 그녀의 이혼으로 그녀가 10년 가까이 사이가 소원했던 어머니 낸시에게 도움의 손길을 보내며 화해하였다.
애니스턴은 이혼 이후, 배우 빈스 본과 영국 모델 폴 스컬퍼과 가수 존 메이어와 스캔들이 보도 되었다.
2006년 8월, 애니스턴은 빈스 본과의 약혼을 했다는 루머에 대해 부정했다. 2006년 10월 두 사람은 결별했다.
2008년 4월, 가수 존 메이어와 애니스턴이 교제 중임이 보도 되었고 4개월 후인 8월에 헤어진 것으로 알려졌지만 10월에 다시 재결합하였다. 하지만 2009년 3월 "피플지"에서는 애니스턴과 메이어가 두 번째 결별했다고 보도했다.

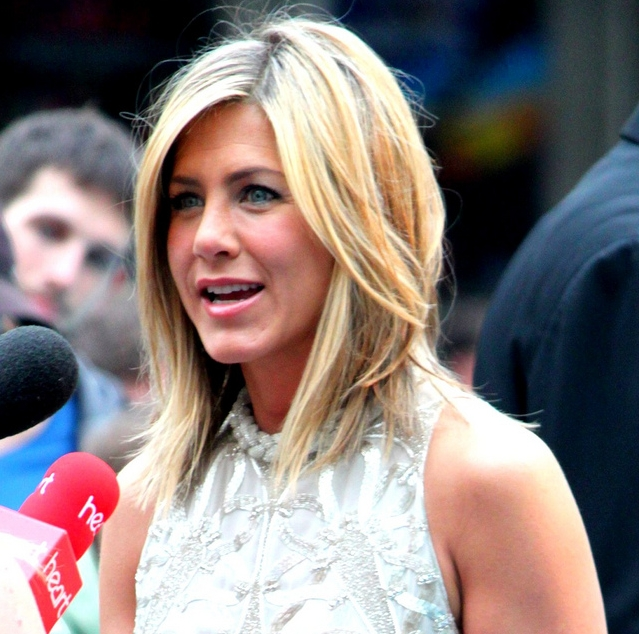
2011년, 애니스턴.

2011년 5월, 애니스턴은 배우 저스틴 서룩스와의 관계가 언론에 보도되었다. 2012년 1월 애니스턴과 서룩스는 벨에어에 2,200만 달러의 저택을 구입했다. 2012년 8월 12일 애니스턴과 서룩스는 약혼을 발표했다. 2015년 8월 5일 두 사람은 벨에어에서 결혼식을 올렸다.

## 미디어
2007년 "포브스"에서는 가장 부유한 여성 TOP 10 중 하나로 애니스턴을 선정하였고, 그녀의 순자산을 대한 1억 1,000만 달러로 추정했다. 애니스턴은 또한 2006년 "할리우드 리포터"에서 발표한 연간 스타 연봉 상위 10위에 포함되었다. 2007년 10월, "포브스"에서는 애니스턴을 엔터테인먼트의 최고 셀러브리티 연예인 얼굴로 선정되었다. 그녀는 할리우드의 가장 수익성이 높은 배우로 손꼽힌다. 2003년 조사에 따르면 애니스톤은 그녀의 "수입과 명성"으로 2001년부터 매년 포브스 유명 인사 100위 목록에 들고 있다.

## 이미지

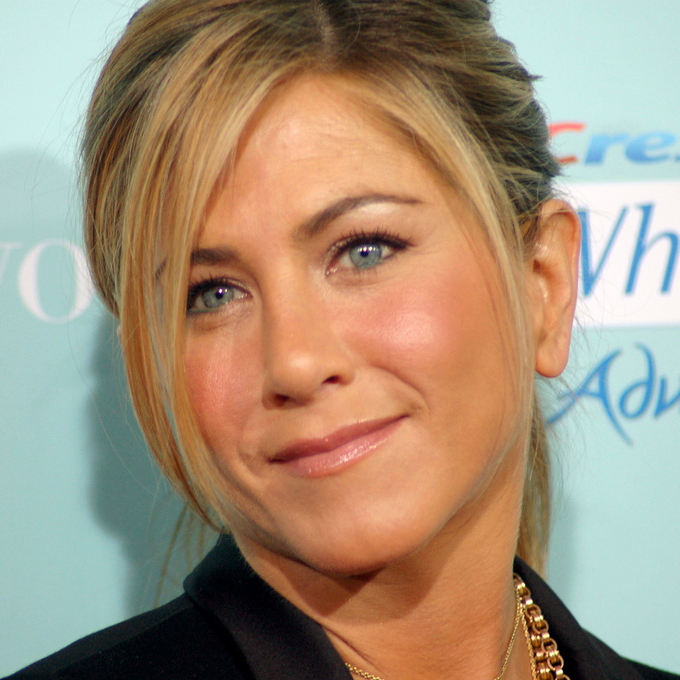
2009년 영화 《그는 당신에게 반하지 않는다》 시사회에서 애니스턴

2005년 애니스턴은 '올해의 최초 GQ 여성'으로 선정되었다. 그녀는 피플지의 아름다운 여성 순위에 자주 등장했는데, 2004년에는 1위를 기록했다. 2006년 잡지의 베스트 드레서로 선정되었다.
그녀는 FHM의 '섹시한 여성 100 순위에 1996년부터 등장해, 2012년 79위, 2010년 81위, 2009년 24위와 2008년 27위를 기록했다.
2011년 더 텔레그래프에서는 가장 완벽한 여자의 전신을 구축하기 위한 설문조사에서 헐리우드의 성형외과 의사들과 환자들이 선정한 유명인사로 지젤 번천과 페넬로페 크루즈와 함께 뽑혔다. 그 해, 남성 잡지의 맨스 헬스에서는 애니스턴을 '모든 시간 가장 섹시한 여성'으로 선정하였다.
애니스턴은 2년 동안《프렌즈》에서의 그녀의 헤어스타일을 싫어했지만, 일명 '레이첼' 스타일은 여성들 사이에서 인기를 끌었다.
애니스턴은 2012년 2월 22일 헐리우드 명예의 거리에 입성했다.
포브스에서 선정한 가장 강력한 여자배우 100위 목록에 2009년에는 8위, 2011년, 2012년에는 2위, 2013년에는 3위에 선정되었다.